# (1987) Kaplan
Pour les articles homonymes, voir Kaplan.
(1987) Kaplan est un astéroïde de la ceinture principale, découvert le 11 septembre 1952 par Pelagueïa Shajn à l'observatoire de Simeïz.

## Nom
(1987) Kaplan porte le nom de Samouil Kaplan (1921-1978) astrophysicien soviétique, reconnu pour ses recherches sur les naines blanches et le milieu interstellaire. La citation de nommage qui lui est consacrée mentionne :

« Nommé en mémoire de Samouil Aronovitch Kaplan (1921-1978), responsable du département d’astrophysique de l’observatoire astronomique de Lviv de 1948 à 1961, puis membre de l'équipe de l’institut de recherche en radiophysique scientifique (en) de Gorki. Il a largement contribué à de nombreux sujets de recherches astrophysiques, notamment sur les naines blanches, la matière interstellaire, le transfert radiatif, le rayonnement solaire, les pulsars et les noyaux galactiques. »

— Minor Planet Circular 5358